# Britta Ernst

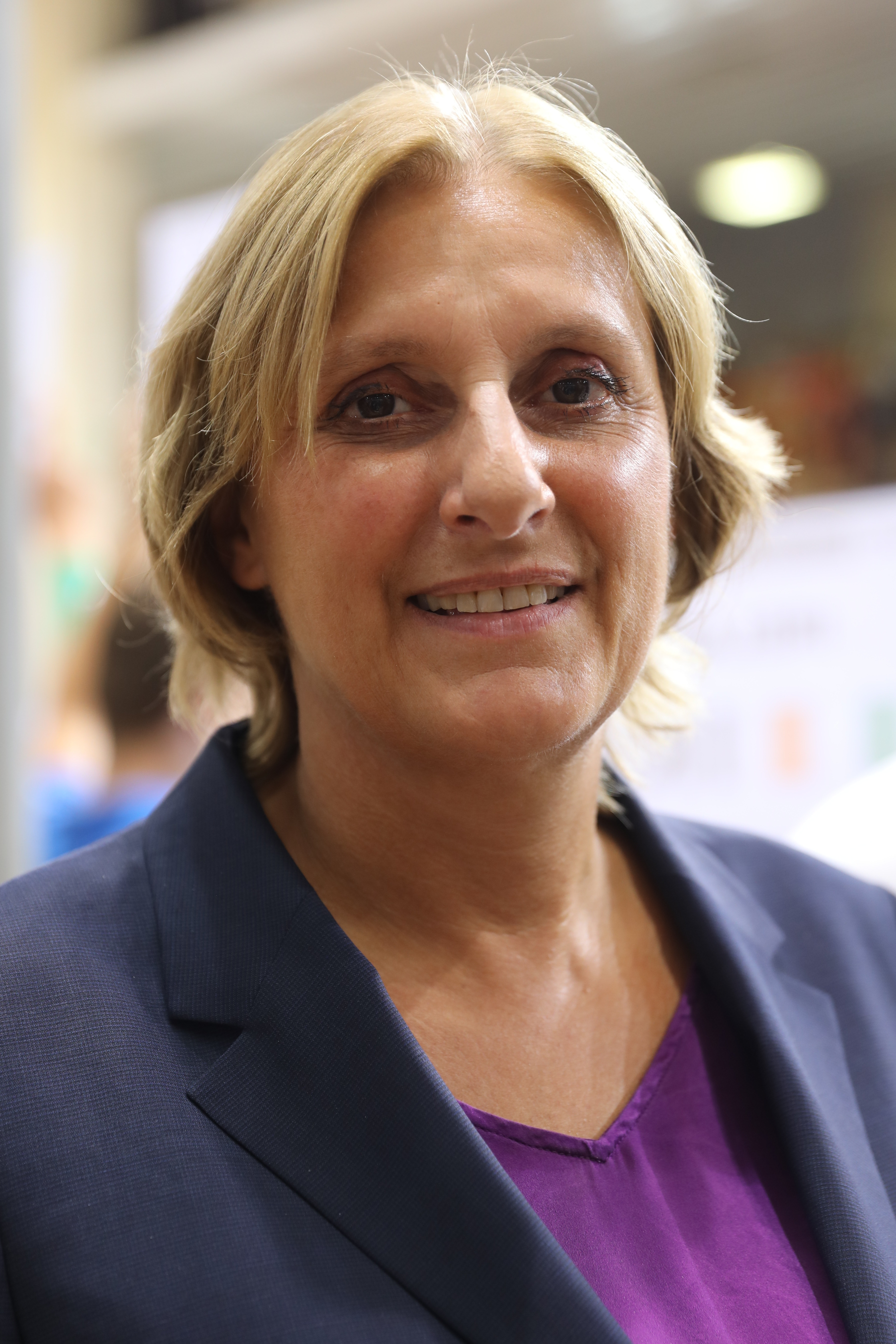
Britta Ernst (2019)

Britta Ernst (* 23. Februar 1961 in Hamburg) ist eine deutsche Politikerin (SPD). Von 1997 bis 2011 war sie Mitglied der Hamburgischen Bürgerschaft, von 2014 bis 2017 Bildungsministerin in Schleswig-Holstein und danach bis 2023 brandenburgische Ministerin für Bildung, Jugend und Sport. Sie ist seit 1998 mit Olaf Scholz verheiratet.

## Ausbildung, Studium und Privatleben

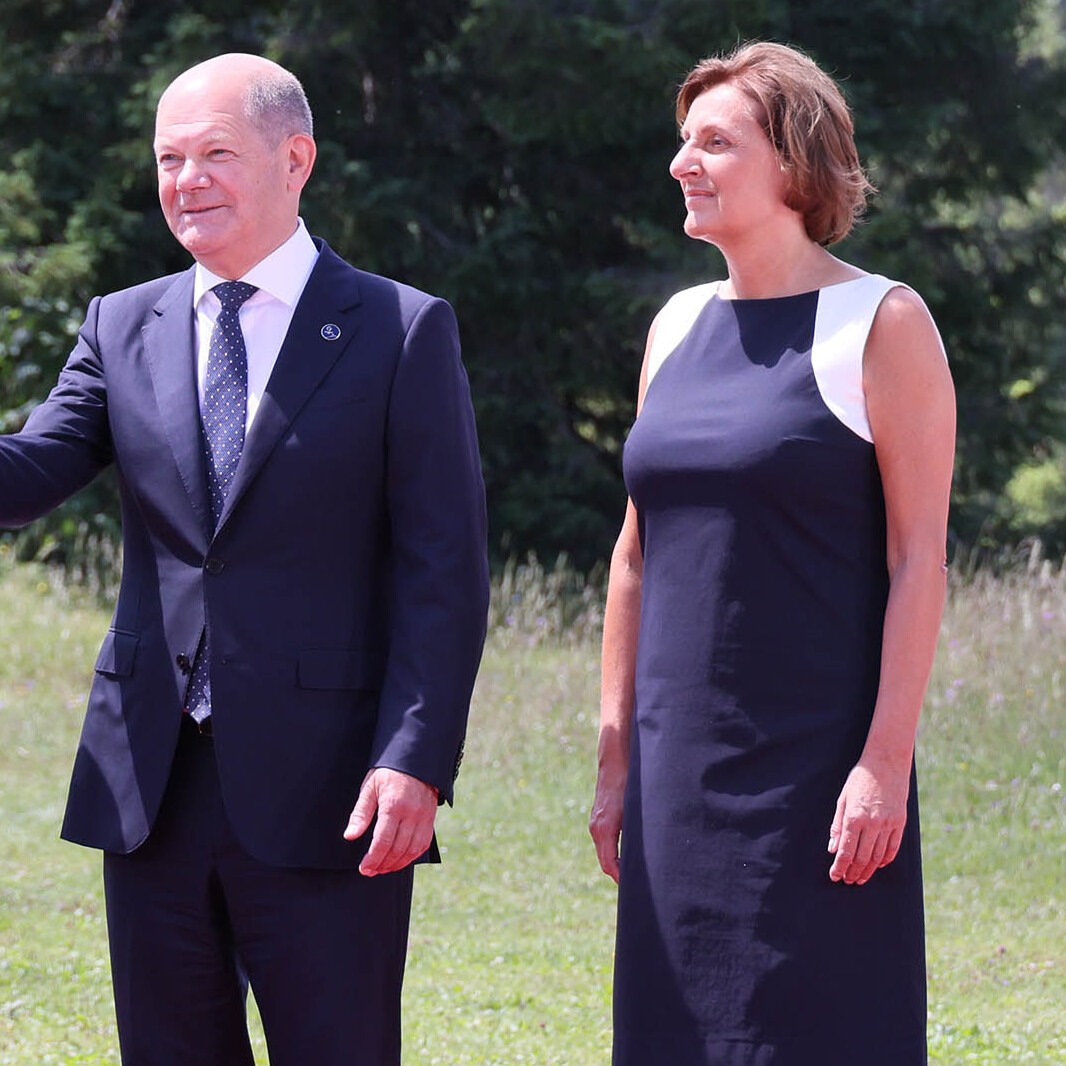
Ernst mit ihrem Ehemann Olaf Scholz (2022)

Britta Ernst absolvierte nach dem Abitur eine Berufsausbildung zur Kauffrau der Grundstücks- und Wohnungswirtschaft. Im Anschluss begann sie an der Hamburger Universität für Wirtschaft und Politik (HWP) ein Studium, das sie als Diplom-Volkswirtin und Diplom-Sozialökonomin abschloss. Neben ihrer Tätigkeit ist sie Mitglied in der Arbeitsgruppe Aktivierender Staat der Friedrich-Ebert-Stiftung und in der Gewerkschaft ver.di. Gemeinsam mit ihrem Mann, dem ehemaligen Bundeskanzler Olaf Scholz, lebt sie in Potsdam mit Nebenwohnung in Hamburg-Altona.

## Politik
Britta Ernst ist seit 1978 aktives Mitglied der SPD, von 1991 bis 1993 als Mitglied der Bezirksversammlung Altona. 1993 war sie persönliche Referentin der Senatorin Traute Müller. Von 1994 bis 1997 war sie persönliche Referentin von Senator Thomas Mirow. Vom 8. Oktober 1997 bis zum 31. August 2011 war sie Mitglied der Hamburgischen Bürgerschaft und vertrat die SPD im Schulausschuss, Wissenschaftsausschuss und dem Sonderausschuss „Vernachlässigte Kinder“, zusätzlich saß sie in der Enquete-Kommission „Schulentwicklung“. Von 2001 bis 2006 war sie stellvertretende Fraktionsvorsitzende der SPD in der Bürgerschaft und schulpolitische Sprecherin. Ihre Schwerpunkte sind Schul- und Bildungspolitik sowie die geschlechterspezifische Gleichstellung. Von 2006 bis Anfang 2011 war sie parlamentarische Geschäftsführerin ihrer Fraktion. Nach der Bürgerschaftswahl am 24. Februar 2008 zog sie über den Wahlkreis Altona als Abgeordnete wieder in die Hamburgische Bürgerschaft ein. In der 19. Legislaturperiode war sie Fachsprecherin der SPD für den Bereich Verfassung, weiterhin im Schulausschuss und neu im Verfassungs- und Bezirksausschuss tätig.
Im September 2009 wurde sie zur Landtagswahl in Schleswig-Holstein von Ralf Stegner in das „Zukunftsteam Schleswig-Holstein“ eingeladen.
Bei der Wahl 2011 zog sie über den SPD-Landeslistenplatz 7 als Mitglied der Hamburgischen Bürgerschaft erneut ins Landesparlament ein. Auch ihr Ehemann, Olaf Scholz, errang ein Mandat für die 20. Wahlperiode der Bürgerschaft. Er wurde zum Ersten Bürgermeister gewählt. Zum 31. August 2011 schied sie aus der Bürgerschaft aus, um eine Tätigkeit als – zunächst stellvertretende – Fraktionsgeschäftsführerin der SPD-Bundestagsfraktion wahrzunehmen.
Am 16. September 2014 wurde sie in Schleswig-Holstein zur Ministerin für Schule und berufliche Bildung ernannt. Damit endete ihre Beurlaubung als wissenschaftliche Angestellte der Freien und Hansestadt Hamburg. Nach der Landtagswahl in Schleswig-Holstein 2017 kam es zu einem Regierungswechsel (Kabinett Günther I) und Ernst wurde nicht wieder Ministerin.
Ab dem 28. September 2017 war sie in Brandenburg Bildungsministerin. Im Jahr 2021 amtierte sie als Präsidentin der Kultusministerkonferenz; ihre Nachfolgerin wurde Karin Prien. Am 17. April 2023 reichte sie bei Ministerpräsident Dietmar Woidke ein Rücktrittsgesuch ein. In den Wochen zuvor war sie wegen ihrer Pläne, wie mit dem Lehrermangel in Brandenburg umzugehen sei, unter Druck geraten. Ihr Nachfolger wurde der bisherige Staatssekretär Steffen Freiberg.
Am 1. September 2024 gab die Aktion Sühnezeichen Friedensdienste Ernsts Berufung in den Stiftungsrat der Begegnungsstätte Oświęcim/Auschwitz (IJBS) bekannt, die Ernst künftig hinsichtlich pädagogischer und thematischer Ausrichtung beraten wird.